# Dioscorea coreana
Dioscorea coreana är en enhjärtbladig växtart som först beskrevs av David Prain och Isaac Henry Burkill, och fick sitt nu gällande namn av Reinhard Gustav Paul Knuth. Dioscorea coreana ingår i släktet Dioscorea och familjen Dioscoreaceae. Inga underarter finns listade i Catalogue of Life.